# BRIT Awards/Best New Artist
Der BRIT Award for Best New Artist wurde bereits bei der Einführung der BPI Awards 1977 von der British Phonographic Industry (BPI) verliehen. Es handelt sich, ähnlich wie der Rising Star um einen Nachwuchspreis. Erste Sieger waren Graham Parker und Julie Covington.
Die Gewinner und Nominierten werden von einem Komitee bestehend aus über eintausend Mitgliedern gewählt. Das Wahlkomitee besteht aus verschiedenen Mitarbeitern von Plattenfirmen und Musikzeitschriften, Manager und Agenten, Angehörigen der Medien sowie vergangene Gewinner und Nominierte.
Der Award hatte mehrere Bezeichnungen. Eingeführt wurde er als nach Geschlechtern getrennte Kategorie. Danach folgten insgesamt zwei weitere Bezeichnungen, bis er 2020 seine heutige Bezeichnung erhielt.
- Brit Award for British Female Newcomer/Brit Award for British Male Newcomer (1977)
- Brit Award for British Newcomer (1982–2002)
- Brit Award for British Breakthrough Act (2003–2019)
- Brit Award for Best New Artist (seit 2020)

Obwohl der Preis an Newcomer verliehen wurde, wurden Mabel (2019/2020) und Dave (2018/2020) zweimal nominiert.

## Übersicht
| Jahr                                                                        | Sieger                                                                      | Nominierungen |
| Brit Award for British Female Newcomer/Brit Award for British Male Newcomer | Brit Award for British Female Newcomer/Brit Award for British Male Newcomer | Brit Award for British Female Newcomer/Brit Award for British Male Newcomer                                                                     |
| --------------------------------------------------------------------------- | --------------------------------------------------------------------------- | --- |
| 1977                                                                        | Graham Parker                                                               | - Heatwave |
| 1977                                                                        | Julie Covington                                                             | - Bonnie Tyler |
| Brit Award for British Newcomer                                             |                                                                             | |
| 1982                                                                        | The Human League                                                            | - Depeche Mode - Linx - Soft Cell - Toyah Willcox                                                                                               |
| 1983                                                                        | Yazoo                                                                       | - ABC - Culture Club - Musical Youth |
| 1984                                                                        | Paul Young                                                                  | - Big Country - Howard Jones - Tracey Ullman - Wham!                                                                                            |
| 1985                                                                        | Frankie Goes to Hollywood                                                   | - Bronski Beat - Nik Kershaw |
| 1986                                                                        | Go West                                                                     | keine Nominierungen |
| 1987                                                                        | The Housemartins                                                            | keine Nominierungen |
| 1988                                                                        | Wet Wet Wet                                                                 | nominiert |
| 1988                                                                        | Wet Wet Wet                                                                 | - Rick Astley - The Christians - Johnny Hates Jazz - T’Pau                                                                                      |
| 1988                                                                        | Wet Wet Wet                                                                 | eliminiert |
| 1988                                                                        | Wet Wet Wet                                                                 | - Black - Curiosity Killed the Cat - Living in a Box - Mel and Kim - Pepsi & Shirlie - The Proclaimers - Swing Out Sister                       |
| 1989                                                                        | Bros                                                                        | keine Nominierungen |
| 1990                                                                        | Lisa Stansfield                                                             | - The Beautiful South - Shakespears Sister - Soul II Soul - The Stone Roses                                                                     |
| 1991                                                                        | Betty Boo                                                                   | - Beats International - The Charlatans - Happy Mondays - The La’s                                                                               |
| 1992                                                                        | Beverley Craven                                                             | - Cathy Dennis - EMF - Kenny Thomas - Seal |
| 1993                                                                        | Tasmin Archer                                                               | - Dina Carroll - KWS - Take That - Undercover                                                                                                   |
| 1994                                                                        | Gabrielle                                                                   | - Apache Indian - Jamiroquai - Shara Nelson - Suede                                                                                             |
| 1995                                                                        | Oasis                                                                       | - Echobelly - Eternal - PJ & Duncan - Portishead                                                                                                |
| 1996                                                                        | Supergrass                                                                  | - Black Grape - Cast - Elastica - Tricky |
| 1997                                                                        | Kula Shaker                                                                 | - Alisha’s Attic - Ash - Babybird - The Bluetones - Lighthouse Family - Longpigs - Mansun - Mark Morrison - Skunk Anansie - Space - Spice Girls |
| 1998                                                                        | Stereophonics                                                               | - All Saints - Beth Orton - Conner Reeves - Embrace - Finley Quaye - Olive - Roni Size & Reprazent - Shola Ama - Talkin Loud - Travis           |
| 1999                                                                        | Belle and Sebastian                                                         | - Another Level - Billie Piper - Cleopatra - Cornershop - Five - Gomez - Hinda Hicks - Propellerheads - Steps                                   |
| 2000                                                                        | S Club 7                                                                    | - Groove Armada - Honeyz - Phats & Small - The Wiseguys                                                                                         |
| 2001                                                                        | A1                                                                          | - Artful Dodger - Coldplay - Craig David - Toploader                                                                                            |
| 2002                                                                        | Blue                                                                        | - Atomic Kitten - Elbow - Gorillaz - Mis-Teeq - So Solid Crew - Starsailor - Tom McRae - Turin Brakes - Zero 7                                  |
| Brit Award for British Breakthrough Act                                     |                                                                             | |
| 2003                                                                        | Will Young                                                                  | - The Coral - Liberty X - Ms. Dynamite - The Streets                                                                                            |
| 2004                                                                        | Busted                                                                      | - The Darkness - Dizzee Rascal - Jamie Cullum - Lemar                                                                                           |
| 2005                                                                        | Keane                                                                       | - Franz Ferdinand - Joss Stone - Natasha Bedingfield - The Zutons                                                                               |
| 2006                                                                        | Arctic Monkeys                                                              | - James Blunt - Kaiser Chiefs - KT Tunstall - The Magic Numbers                                                                                 |
| 2007                                                                        | The Fratellis                                                               | - Corinne Bailey Rae - James Morrison - The Kooks - Lily Allen                                                                                  |
| 2008                                                                        | Mika                                                                        | - Bat for Lashes - Kate Nash - Klaxons - Leona Lewis                                                                                            |
| 2009                                                                        | Duffy                                                                       | - Adele - The Last Shadow Puppets - Scouting for Girls - The Ting Tings                                                                         |
| 2010                                                                        | JLS                                                                         | - Florence and the Machine - Friendly Fires - La Roux - Pixie Lott                                                                              |
| 2011                                                                        | Tinie Tempah                                                                | - Ellie Goulding - Mumford & Sons - Rumer - The xx                                                                                              |
| 2012                                                                        | Ed Sheeran                                                                  | - Anna Calvi - Emeli Sandé - Jessie J - The Vaccines                                                                                            |
| 2013                                                                        | Ben Howard                                                                  | - Alt-J - Jake Bugg - Jessie Ware - Rita Ora |
| 2014                                                                        | Bastille                                                                    | - Disclosure - Laura Mvula - London Grammar - Tom Odell                                                                                         |
| 2015                                                                        | Sam Smith                                                                   | - Chvrches - FKA Twigs - George Ezra - Royal Blood                                                                                              |
| 2016                                                                        | Catfish and the Bottlemen                                                   | - James Bay - Jess Glynne - Wolf Alice - Years & Years                                                                                          |
| 2017                                                                        | Rag'n'Bone Man                                                              | - Anne-Marie - Blossoms - Skepta - Stormzy |
| 2018                                                                        | Dua Lipa                                                                    | - Dave - J Hus - Loyle Carner - Sampha |
| 2019                                                                        | Tom Walker                                                                  | - Ella Mai - IDLES - Jorja Smith - Mabel |
| Brit Award for Best New Artist                                              |                                                                             | |
| 2020                                                                        | Lewis Capaldi                                                               | - Aitch - Dave - Mabel - Sam Fender |
| 2021                                                                        | Arlo Parks                                                                  | - Bicep - Celeste - Joel Corry - Young T & Bugsey                                                                                               |
| 2022                                                                        | Little Simz                                                                 | - Central Cee - Griff - Joy Crookes - Self Esteem                                                                                               |
| 2023                                                                        | Wet Leg                                                                     | - Kojey Radical - Mimi Webb - Rina Sawayama - Sam Ryder                                                                                         |
| 2024                                                                        | Casisdead                                                                   | - Central Cee - Dave - J Hus - Little Simz |
| 2025                                                                        | The Last Dinner Party                                                       | - English Teacher - Ezra Collective - Myles Smith - Rachel Chinouriri                                                                           |